# Mecas confusa
Mecas confusa là một loài bọ cánh cứng trong họ Cerambycidae.